# Carboirite
La carboirite è un minerale.